# 1908 في مصر
فيما يلي بطاقة مصر عام 1908 وقوائم الأحداث التي وقعت خلال عام 1908 في مصر.

## سياسة

### تعيين في منصب

#### فبراير

##### فبراير 12
- بطرس غالي، عُيِّن رئيسًا لمجلس الوزراء المصري.

## مواليد

### يناير

#### يناير 1
- إسماعيل رأفت، لاعب كرة قدم مصري متوفي.
- بول غليونجي، عالم إنسان وآثار ومصريات وطبيب مصري متوفي.

### فبراير

#### فبراير 25
- أدهم وانلي، فنان تشكيلي ورسام مصري متوفي.

### أبريل

#### أبريل 10
- علي الكف، لاعب كرة قدم مصري متوفي.
- علي شافي، لاعب كرة قدم مصري متوفي.

### أغسطس

#### أغسطس 4
- بهيجة حافظ، مخرجة وممثلة ومؤلفة موسيقى وملحنة وكاتبة سيناريو وكاتبة مصرية متوفيه.

#### أغسطس 10
- ألكسندر دارسي، ممثل تلفزيوني وممثل مصري وأمريكي متوفي.

### ديسمبر

#### ديسمبر 14
- درية شفيق، مترجمة ومحزرة وصحافية وناشطة في مجال حقوق المرأة وفيلسوفة وكاتبة مصرية متوفيه.

## وفيات

### فبراير

#### فبراير 10
- مصطفى كامل، زعيم سياسي أسس الحزب الوطني وجريدة اللواء وكاتب ومحامي مصري متوفي، ولد عام 1874.

### أبريل

#### أبريل 23
- قاسم أمين، مصلح إجتماعي مصري متوفي، ولد عام 1863.